# Olympique Gymnaste Club de Nice 1964-1965
Questa voce raccoglie le informazioni riguardanti l'Olympique Gymnaste Club de Nice nelle competizioni ufficiali della stagione 1964-1965.

## Maglie
| Manica sinistra · Manica sinistra · Maglietta · Maglietta · Manica destra · Manica destra · Pantaloncini · Calzettoni |

## Rosa
| N. |                      | Ruolo | Calciatore            |
| -- | -------------------- | ----- | --------------------- |
|    | Francia (bandiera)   | P     | Louis Ferry           |
|    | Francia (bandiera)   | P     | Charly Marchetti      |
|    | Francia (bandiera)   | D     | Gérard Albert         |
|    | Argentina (bandiera) | D     | Juan Carlos Auzoberry |
|    | Francia (bandiera)   | D     | Jean Borelli          |
|    | Francia (bandiera)   | D     | Guy Cauvin            |
|    | Francia (bandiera)   | D     | Alain Cornu           |
|    | Francia (bandiera)   | D     | Francis Isnard        |
|    | Francia (bandiera)   | D     | Bruno Rodzik          |
|    | Francia (bandiera)   | D     | Maurice Serrus        |
|    | Francia (bandiera)   | D     | Georges Thomas        |

| N. |                      | Ruolo | Calciatore            |
| -- | -------------------- | ----- | --------------------- |
|    | Belgio (bandiera)    | D     | Joseph van Mol        |
|    | Francia (bandiera)   | C     | Yvon Giner            |
|    | Argentina (bandiera) | C     | Hector Maison         |
|    | Francia (bandiera)   | C     | Dominique Rustichelli |
|    | Francia (bandiera)   | C     | Gérard Segarra        |
|    | Francia (bandiera)   | A     | Jacques Casolari      |
|    | Francia (bandiera)   | A     | André Cristol         |
|    | Francia (bandiera)   | A     | Arnoldo Granella      |
|    | Francia (bandiera)   | A     | Charly Loubet         |
|    | Francia (bandiera)   | A     | Roger Piantoni        |
|    | Francia (bandiera)   | A     | Jean-Pierre Thomas    |